# Premio Nazionale Paolo Borsellino
Il Premio Nazionale Paolo Borsellino è una manifestazione rivolta a tutte quelle personalità italiane che, attraverso il loro impegno quotidiano, lottano quotidianamente verso un mondo più giusto in difesa e per la promozione dei valori della legalità.
Il Premio Nazionale Paolo Borsellino oggi è riconosciuta come la manifestazione più significativa sul tema dell'Educazione alla Legalità verso i giovani studenti delle scuole italiane.

## Storia
Il premio è stato istituito il 2 dicembre del 1992 dal magistrato Antonino Caponnetto, (alla presenza di Rita Borsellino) che ne fu primo presidente fino al 2002. Per l'anno 2018/2022 è presieduto dal Vice capo vicario della polizia di Stato Luigi Savina. Dal giugno 2023 è Presidente il Prefetto Vittorio Rizzi vice direttore generale vicario della Pubblica sicurezza.
Il Premio Borsellino è composto da un ufficio di presidenza che si avvale della competenza di 10 garanti scelti tra magistrati, giornalisti e uomini e donne delle istituzioni oltre ai volontari della A.P.S. “Società Civile" - (fondata nel 1991) e iscritta al Runts - per la scelta delle persone da premiare.
In più di 30 anni di attività più di 1200 incontri, con oltre 1700 testimoni, autori, giornalisti, magistrati, uomini e donne del volontariato e le migliori espressioni culturali trattando i temi della legalità, giustizia, diritti, libertà, costituzione, impegno sociale e civile. Il “Premio Nazionale Paolo Borsellino tutto l’anno”, con i suoi quattro mesi di incontri nelle scuole, testimonianze, proiezioni di film e documentari, presentazioni di libri, messa in scena di spettacoli, è una rassegna educativa particolarmente importante nel contesto in cui viviamo, in cui sembra essersi perduto il “Buon senso”. Importante perché la sfida di oggi, alla soglia del nuovo millennio, consiste nel puntare sul “coraggio”, valorizzare le culture e raccogliere le energie della nuova cultura della legalità.
Il Premio Borsellino è distinta in due fasi: una prima fase che inizia ogni 25 novembre con ampie riflessioni in numerosi comuni e scuole abruzzesi e termina il 23 maggio dell’anno successivo toccando i temi della Shoah (gennaio) Bullismo e Cybebullismo (febbraio), memoria dei caduti nella lotta alle mafie (marzo), ambiente, ecomafie e tutela del territorio (aprile) fino al ricordo di Falcone e Borsellino (maggio) il loro sacrificio e la reazione di tutte le cittadine e tutti i cittadini che non si arresero alla violenza criminale. È questo l’obiettivo delle cerimonie che nel 2024 giungono alla XXXII edizioni, con l’invito a tutti gli studenti di accogliere il monito per partecipare attivamente alle iniziative.
L’obiettivo principale del Premio è dunque Sensibilizzare alla Legalità in un percorso da portare avanti ogni giorno dell’anno e le iniziative ripetute ogni anno in 100 scuole abruzzesi (la maggior parte in streaming), hanno il valore e il senso di far riscoprire e ritrovare una comunità solidale e coesa verso un mondo più giusto.
Nella Prima Edizione, il Premio Borsellino è stato consegnato dal presidente della Repubblica, Oscar Luigi Scalfaro, alla sorella del giudice, Rita Borsellino.

## Riconoscimenti
- Dal 2007 il premio riceve la Targa del Presidente della Repubblica a riconoscimento dell'alto valore sociale riconosciuto alla manifestazione.
- Nel 2008 e 2013 la manifestazione vince il Premio "Flare" istituito dalla Comunità Europea.
- Il Premio nel 2018 ha ricevuto il Premio e l’invito da EuroJust ed è stato invitato a parlare della propria esperienza a l’Aja nella sede del comitato europeo di contrasto alla criminalità organizzata
- Nel 2019 è stato invitato a presentare le proprie iniziative dal Presidente della Camera Onorevole Roberto Fico
- Nel 2021 è stato invitato ad Senato dalla Presidente Senatrice Maria Elisabetta Casellati
- Nel giugno 2022 ha incontrato Papa Francesco

## Personalità legate al Premio
- XXVI Premio Borsellino nell'anno 2006 ha partecipato Giorgio Napolitano;
- XXVII  Premio Borsellino nell'anno 2007 è stato aperto dal Presidente emerito Oscar Luigi Scalfaro;
- XXVIII  Premio Borsellino nell'anno 2008 è stato aperto dal Presidente emerito Carlo Azeglio Ciampi;
- XIX 19º Premio Borsellino nell'anno 2009 è stato chiuso dal Presidente della Camera Gianfranco Fini[3];
- XX Premio Borsellino nell'anno 2010 è stato chiuso dallo scrittore e giornalista Roberto Saviano, con Antonio Ingroia .
- XXI Premio Borsellino nell'anno 2011 è stato chiuso dai magistrati Vittorio Teresi e Luca Tescaroli
- XXII Premio Borsellino nell'anno 2012 è stato chiuso dai magistrati Roberto Scarpinato e Federico Cafiero De Raho

## Albo dei vincitori
Elenco dei premiati dal 2013:
2013 - XXI Anno
- Impegno sociale: Luigina Di Liegro, Luigi Cuomo;
- Cultura: Giulio Cavalli, Salvo Palazzolo;
- Giornalismo: Sandra Rizza, Giuseppe lo Bianco, Giovanni Tizian;
- Legalità: Franco Roberti, don Maurizio Patriciello, Ciro Corona, Salvatore Calleri;

2014 - XXII Anno
- Impegno sociale: L'Aquila per la vita onlus;
- Impegno civile: Andrea Di Nicola, Tiberio Bentivoglio, Andrea Marino, Renato Franco Natale, Lea Savona, Tommaso Navarra;
- Cultura: Piero Nissim, Progetto teatrale  Storie di donne;
- Giornalismo: Giuliana Covella, Dina Lauricella, Giorgio Bongiovanni, Pino Scaccia;
- Legalità: Roberto Tartaglia, Francesco Del Bene;

2015 - XXIII Anno
- Impegno sociale e civile: Don Pino De Masi;
- Impegno sociale: Anna Di Carlo;
- Impegno civile: Ilaria Cucchi, Vincenzo Ciconte, Rossano Ercolin, Donatella D'Amico;
- Cultura: Tony Gentile;
- Giornalismo: Arnaldo Capezzuto, Nello Trocchia, Fabrizio Feo, Domenico Iannacone, Michele Albanese;
- Legalità: Fausto Cardella, Salvatore Dolce, Giovandomenico Lepore, Francesco Lo Voi;

2016 - XXIV Anno
- Impegno sociale e civile: Giuseppe Antoci, Gaetano Saffioti, Antonino Bartuccio, Filippo Cogliandro, Giovanna Boda;
- Cultura: Francesco Benigno, Isaia Sales, Fabio Anselmo[3];
- Giornalismo: Bianca Stancanelli, Ester Castano;
- Legalità: Giuseppe Pignatone[4], Armando Spataro, Federica Paiola;

2017 - XXV Anno
- Impegno civile: Luca Maggitti, Viviana Matrangola, Stefania Grasso, Franco La Torre, Gianpietro Gioffredi, Carlo Cappello, Luciano D'Amico;
- Impegno sociale: Domenico Trozzi;
- Giornalismo: Stefano Corradino, Giuseppe Baldassarro, Gaetano Saffioti, Attilio Bolzoni, Federica Angeli;
- Legalità: Catello Maresca, Bernardo Petralla, Marzia Sabella, Antonio Maruccia, Luigi Savina, Giuseppe Di Lello;

2018 - XXVI Anno
- Cultura: Shel Shapiro, Donatella Di Pietrantonio, Andrea Manzi, Fabio Anselmo;
- Giornalismo: Klaus Davi, Marilena Natale, Daniele Piervincenzi;
- Volontariato: ASD Don Guanella Scampia;
- Legalità: Lia Sava, Alessandra Dolci, Giovanni Musarò, Antonio De Jesu, Francesco Guglielmo Misiti, Giovanni Impastato.

2019 - XXVII Anno
- Franco Gabrielli, Alessandro Giuliano, Pasquale Angelosanto, Roberto Sparagna

2020/2021 XXVIII XXIX Anno
- Francesco Oliva, Raffaele Grassi, Gaetano Paci, Carmelo Zuccaro, Maurizio Vallone

2022 XXX Anno
- Giovanni Melillo, Don Maurizio Patricello, Salvatore De Luca, Leonardo De Castris, David Mancini, Gianluigi D’Alfonso, Marcelle Padovani

2023 XXXI Anno
- Giornalismo: Francesco Vitale
- Cultura Massimo Caponnetto, Domenico Galasso , “I ragazzi delle scorte”
- Legalità: Maurizio De Lucia, Caterina Chinnici, don Antonio Coluccia, don Fortunato Di Not